# Malaysia ai Giochi della XXVIII Olimpiade
La Malaysia partecipò ai Giochi della XXVIII Olimpiade, svoltisi ad Atene, Grecia, dal 13 al 29 agosto 2004, con una delegazione di 26 atleti impegnati in undici discipline.

## Delegazione
| Sport             | Uomini | Donne | Totale |
| ----------------- | ------ | ----- | ------ |
| Atletica leggera  | 1      | 1     | 2      |
| Badminton         | 7      | 2     | 9      |
| Ciclismo          | 1      | -     | 1      |
| Ginnastica        | 1      | -     | 1      |
| Nuoto             | 3      | 1     | 4      |
| Sollevamento pesi | 1      | -     | 1      |
| Taekwondo         | -      | 1     | 1      |
| Tiro              | 2      | -     | 2      |
| Tiro con l'arco   | -      | 1     | 1      |
| Tuffi             | 1      | 2     | 3      |
| Vela              | 1      | -     | 1      |
| Totale            | 18     | 8     | 26     |

## Risultati

### Atletica leggera
| Q | Qualificato al turno successivo per la Classifica in qualificazione                                                          |
| q | Qualificato per il turno successivo per ripescaggio o, negli eventi su campo, conquistando la misura minima per qualificarsi |

Maschile
Eventi su pista e strada
| Atleta           | Evento | Batteria  | Batteria   | Quarti di finale | Quarti di finale | Semifinali      | Semifinali      | Finale          | Finale          |
| Atleta           | Evento | Risultato | Classifica | Risultato        | Classifica       | Risultato       | Classifica      | Risultato       | Classifica      |
| ---------------- | ------ | --------- | ---------- | ---------------- | ---------------- | --------------- | --------------- | --------------- | --------------- |
| Nazmizan Mohamad | 200 m  | 21"24     | 7º         | non qualificato  | non qualificato  | non qualificato | non qualificato | non qualificato | non qualificato |

Femminile
Eventi su pista e strada
| Atleta      | Evento       | Finale    | Finale     |
| Atleta      | Evento       | Risultato | Classifica |
| ----------- | ------------ | --------- | ---------- |
| Yuan Yufang | Marcia 20 km | 1'36"34   | 35ª        |

### Badminton
Maschile
| Atleta                         | Evento           | Sedicesimi di finale              | Ottavi di finale                               | Quarti di finale                             | Semifinale          | Finale / FB         | Finale / FB     |
| Atleta                         | Evento           | Avversari Risultato               | Avversari Risultato                            | Avversari Risultato                          | Avversari Risultato | Avversari Risultato | Pos.            |
| ------------------------------ | ---------------- | --------------------------------- | ---------------------------------------------- | -------------------------------------------- | ------------------- | ------------------- | --------------- |
| Muhammad Roslin Hashim         | Singolo maschile | Kuncoro (INA) P 15–6, 9–15, 15–8  | non qualificato                                | non qualificato                              | non qualificato     | non qualificato     | non qualificato |
| Lee Chong Wei                  | Singolo maschile | Ng W (HKG) V 15–3, 15–13          | Chen H (CHN) P 11–15, 15–3, 12–15              | non qualificato                              | non qualificato     | non qualificato     | non qualificato |
| Wong Choong Hann               | Singolo maschile | Wacha (POL) V 15–1, 15–5          | Hidayat (INA) P 15–11, 7–15, 9–15              | non qualificato                              | non qualificato     | non qualificato     | non qualificato |
| Chan Chong Ming Chew Choon Eng | Doppio maschile  | Patīs / Velkos (GRE) V 15–1, 15–4 | Sang Y / Zheng B (CHN) L 11–15, 7–15           | non qualificati                              | non qualificati     | non qualificati     | non qualificati |
| Choong Tan Fook Lee Wan Wah    | Doppio maschile  | Bye                               | Panvisvas / Teerawiwatana (THA) V 15–10, 15–13 | Lee D-s / Yoo Y-s (KOR) P 15–11, 11–15, 9–15 | non qualificati     | non qualificati     | non qualificati |

Femminile
| Atleta                    | Evento           | Sedicesimi di finale                 | Ottavi di finale                    | Quarti di finale     | Semifinale           | Finale / FB          | Finale / FB     |
| Atleta                    | Evento           | Avversarie Risultato                 | Avversarie Risultato                | Avversarie Risultato | Avversarie Risultato | Avversarie Risultato | Pos.            |
| ------------------------- | ---------------- | ------------------------------------ | ----------------------------------- | -------------------- | -------------------- | -------------------- | --------------- |
| Chin Eei Hui Wong Pei Tty | Doppio femminile | Yamada / Yamamoto (JPN) V 15–7, 15–9 | Gao L / Huang S (CHN) P 12–15, 8–15 | non qualificate      | non qualificate      | non qualificate      | non qualificate |

### Ciclismo

#### Ciclismo su pista
Maschile
| Atleta    | Evento   | Qualificazioni        | Qualificazioni | Round 1                          | Ripescaggio 1                                | Round 2                          | Ripescaggio 2                    | Quarti di finale                 | Semifinali                       | Finale                                      | Finale     |
| Atleta    | Evento   | Tempo Velocità (km/h) | Classifica     | Avversario Tempo Velocità (km/h) | Avversario Tempo Velocità (km/h)             | Avversario Tempo Velocità (km/h) | Avversario Tempo Velocità (km/h) | Avversario Tempo Velocità (km/h) | Avversario Tempo Velocità (km/h) | Avversario Tempo Velocità (km/h)            | Classifica |
| --------- | -------- | --------------------- | -------------- | -------------------------------- | -------------------------------------------- | -------------------------------- | -------------------------------- | -------------------------------- | -------------------------------- | ------------------------------------------- | ---------- |
| Josiah Ng | Velocità | 10"515 68,473         | 11º Q          | Villanueva (ESP) P               | Yang H-c (KOR) Jeřábek (SVK) V 11"006 65,418 | Bayley (AUS) P                   | Edgar (GBR) Eadie (AUS) P        | non qualificato                  | non qualificato                  | Villanueva (ESP) Mulder (NED) Eadie (AUS) P | 11º        |

| Atleta    | Evento | Primo turno | Ripescaggi | Semifinale | Finale     |
| Atleta    | Evento | Classifica  | Classifica | Classifica | Classifica |
| --------- | ------ | ----------- | ---------- | ---------- | ---------- |
| Josiah Ng | Keirin | 5º R        | 2º Q       | 2º Q       | 6º         |

### Ginnastica

#### Ginnastica artistica
Maschile
Individuale
| Atleta     | Evento               | Qualificazione | Qualificazione | Qualificazione | Qualificazione | Qualificazione | Qualificazione | Qualificazione | Qualificazione | Finale          | Finale          | Finale          | Finale          | Finale          | Finale          | Finale          | Finale          |
| Atleta     | Evento               | Attrezzo       | Attrezzo       | Attrezzo       | Attrezzo       | Attrezzo       | Attrezzo       | Totale         | Posizione      | Attrezzo        | Attrezzo        | Attrezzo        | Attrezzo        | Attrezzo        | Attrezzo        | Totale          | Posizione       |
| Atleta     | Evento               | CL             | C              | A              | V              | P              | S              | Totale         | Posizione      | CL              | C               | A               | V               | P               | S               | Totale          | Posizione       |
| ---------- | -------------------- | -------------- | -------------- | -------------- | -------------- | -------------- | -------------- | -------------- | -------------- | --------------- | --------------- | --------------- | --------------- | --------------- | --------------- | --------------- | --------------- |
| Ng Shu Wai | Concorso individuale | 9.300          | 9.250          | 9.162          | 9.412          | 8.300          | 9.225          | 54.561         | 38º            | non qualificato | non qualificato | non qualificato | non qualificato | non qualificato | non qualificato | non qualificato | non qualificato |

### Nuoto
Maschile
| Atleta     | Evento              | Batteria  | Batteria   | Semifinale      | Semifinale      | Finale          | Finale          |
| Atleta     | Evento              | Risultato | Classifica | Risultato       | Classifica      | Risultato       | Classifica      |
| ---------- | ------------------- | --------- | ---------- | --------------- | --------------- | --------------- | --------------- |
| Allen Ong  | 50 m stile libero   | 23"52     | =46º       | non qualificato | non qualificato | non qualificato | non qualificato |
| Allen Ong  | 100 m stile libero  | 52"04     | 50º        | non qualificato | non qualificato | non qualificato | non qualificato |
| Saw Yi Khy | 1500 m stile libero | 16'06"38  | 32º        | N.D.            | N.D.            | non qualificato | non qualificato |
| Alex Lim   | 100 m dorso         | 55"22     | 8º Q       | 56"08           | 15º             | non qualificato | non qualificato |
| Alex Lim   | 200 m dorso         | 2'02"67   | 21º        | non qualificato | non qualificato | non qualificato | non qualificato |

Femminile
| Siow Yi Ting | 100 m rana  | 1'13"30 | 36ª | non qualificata | non qualificata | non qualificata | non qualificata |
| Siow Yi Ting | 200 m rana  | 2'33"79 | 21ª | non qualificata | non qualificata | non qualificata | non qualificata |
| Siow Yi Ting | 200 m misti | 2'19"52 | 22ª | non qualificata | non qualificata | non qualificata | non qualificata |

### Sollevamento pesi
Maschile
| Atleta                 | Evento | Strappo   | Strappo    | Slancio   | Slancio    | Totale | Classifica |
| Atleta                 | Evento | Risultato | Classifica | Risultato | Classifica | Totale | Classifica |
| ---------------------- | ------ | --------- | ---------- | --------- | ---------- | ------ | ---------- |
| Mohamed Faizal Baharom | 56 kg  | 110       | 11º        | 132,5     | dnf        | 110    | dnf        |

### Taekwondo
Femminile
| Atleta     | Evento | Ottavi                 | Quarti               | Semifinali           | Ripescaggio 1        | Ripescaggio 2        | Finale / FB          | Pos.            |
| Atleta     | Evento | Avversaria Risultato   | Avversaria Risultato | Avversaria Risultato | Avversaria Risultato | Avversaria Risultato | Avversaria Risultato | Pos.            |
| ---------- | ------ | ---------------------- | -------------------- | -------------------- | -------------------- | -------------------- | -------------------- | --------------- |
| Elaine Teo | -49 kg | Carías (GUA) P 4–4 SUP | non qualificata      | non qualificata      | non qualificata      | non qualificata      | non qualificata      | non qualificata |

### Tiro a segno/volo
Maschile
| Atleta                 | Evento | Qualificazioni | Qualificazioni | Finale          | Finale          |
| Atleta                 | Evento | Punti          | Classifica     | Punti           | Classifica      |
| ---------------------- | ------ | -------------- | -------------- | --------------- | --------------- |
| Ricky Teh Chee Fei     | Skeet  | 113            | 40º            | non qualificato | non qualificato |
| Bernard Yeoh Cheng Han | Trap   | 107            | 34º            | non qualificato | non qualificato |

### Tiro con l'arco
Femminile
| Atleta            | Evento                | Turno di qualificazione | Turno di qualificazione | Turno 1                  | Turno 2              | Ottavi di finale     | Quarti di finale     | Semifinali           | Finale / FB          | Finale / FB     |
| Atleta            | Evento                | Punteggio               | Pos.                    | Avversaria Punteggio     | Avversaria Punteggio | Avversaria Punteggio | Avversaria Punteggio | Avversaria Punteggio | Avversaria Punteggio | Posizione       |
| ----------------- | --------------------- | ----------------------- | ----------------------- | ------------------------ | -------------------- | -------------------- | -------------------- | -------------------- | -------------------- | --------------- |
| Mon Redee Sut Txi | Individuale femminile | 626                     | 32ª                     | Bolotova (RUS) P 143–154 | Non qualificata      | Non qualificata      | Non qualificata      | Non qualificata      | Non qualificata      | Non qualificata |

### Tuffi
Maschile
| Atleta              | Evento           | Preliminari | Preliminari | Semifinale      | Semifinale      | Finale          | Finale          |
| Atleta              | Evento           | Punti       | Classifica  | Punti           | Classifica      | Punti           | Classifica      |
| ------------------- | ---------------- | ----------- | ----------- | --------------- | --------------- | --------------- | --------------- |
| Bryan Nickson Lomas | Piattaforma 10 m | 407,13      | 19º         | non qualificato | non qualificato | non qualificato | non qualificato |

Femminile
| Atleta        | Evento           | Preliminari | Preliminari | Semifinale      | Semifinale      | Finale          | Finale          |
| Atleta        | Evento           | Punti       | Classifica  | Punti           | Classifica      | Punti           | Classifica      |
| ------------- | ---------------- | ----------- | ----------- | --------------- | --------------- | --------------- | --------------- |
| Gracie Junita | Trampolino 3 m   | 223,44      | 27ª         | non qualificata | non qualificata | non qualificata | non qualificata |
| Leong Mun Yee | Trampolino 3 m   | 227,67      | 26ª         | non qualificata | non qualificata | non qualificata | non qualificata |
| Leong Mun Yee | Piattaforma 10 m | 273,33      | 21ª         | non qualificata | non qualificata | non qualificata | non qualificata |

### Vela
Maschile
| Atleta               | Evento | Regata | Regata | Regata | Regata | Regata | Regata | Regata | Regata | Regata | Regata | Regata | Punteggio netto | Classifica finale |
| Atleta               | Evento | 1      | 2      | 3      | 4      | 5      | 6      | 7      | 8      | 9      | 10     | M*     | Punteggio netto | Classifica finale |
| -------------------- | ------ | ------ | ------ | ------ | ------ | ------ | ------ | ------ | ------ | ------ | ------ | ------ | --------------- | ----------------- |
| Kevin Lim Leong Keat | Laser  | 23     | 21     | 33     | 17     | OCS    | 35     | 26     | 21     | 18     | 19     | 7      | 220             | 24º               |